# Volleyball Wales
Volleyball Wales (kymriska: Pêl-foli Cymru) är Wales volleybollförbund. Det nuvarande förbundet grundades i april 2009. Förbundet är anslutet till både CEV och FIVB..
Volleyboll är en mycket liten sport i Wales med omkring 250 aktiva. Det har dock deltagit internationellt med lag på juniornivå och i beachvolley